# Пламна точка
Пламната точка e температурата, при която парите над повърхността на течност, смесени с въздуха, могат да се възпламенят при поднасяне на открит пламък. Например, пламната точка на бензин (гориво) е под стайна температура, докато пламната точка на дизелово гориво е забележимо по-висока температура.
Бензин:Физико – химични свойства
Вид: Светла прозрачна течност
Точка на кипене:> 35оС
Пламна точка:< – 40 оС
Температура на самозапалване:250 оС
Конц.граници на възпл.: 1,4-7,6%
Дестилира :25÷150 оС
Налягане на парите: > 400 мм Hg
Плътност на парите (Въздух = 1): 3.0
Относителна плътност при 15оС: 720÷770 kg/m3
Вискозитет при 40оС сst < 1.0
Разтворимост във вода: незначителна 
За всяко масло тя е различна и е един от основните критерии за характеристика на маслата. За различните видове масла тя е различна и обикновено е от 200 °C до 245 °C.